# Hermine Stindt
Hermine Stindt (3 gennaio 1888 – 19 febbraio 1974) è stata una nuotatrice tedesca.

## Palmarès

### Olimpiadi
- Argento a Stoccolma 1912 nella staffetta 4x100 metri stile libero.